# 준비에브 파주
준비에브 파주(Geneviève Page, 1927년 12월 13일 ~ 2025년 2월 14일)은 프랑스의 배우이다.